# Muuraissaari (ö i Södra Savolax, Nyslott, lat 61,81, long 29,34)
Muuraissaari är en ö i Finland. Den ligger i sjön Puruvesi och i kommunen Nyslott i  landskapet Södra Savolax, i den sydöstra delen av landet, 290 km nordost om huvudstaden Helsingfors. Öns area är 7,7 hektar och dess största längd är 440 meter i nord-sydlig riktning.